# Dendrobium multiramosum
Dendrobium multiramosum är en orkidéart som beskrevs av Oakes Ames. Dendrobium multiramosum ingår i släktet Dendrobium, och familjen orkidéer. Inga underarter finns listade i Catalogue of Life.